# Drevel
Een drevel of drijver is een gereedschap voor het maken van gaten in bijvoorbeeld hout, of het gereedschap voor indrijven/induwen van een metalen of houten pen in zo'n gat.
Voor het maken van de romp van een houten schip worden overeenkomende gaten geboord in de planken en de spanten van het schip. De deuvels, de houten pinnen, worden hierin ingedreven. Voor de bouw van een replica van het schip van Willem Barentsz, de Witte Swaen, werden circa 6000 drevels gebruikt.

## Gereedschap

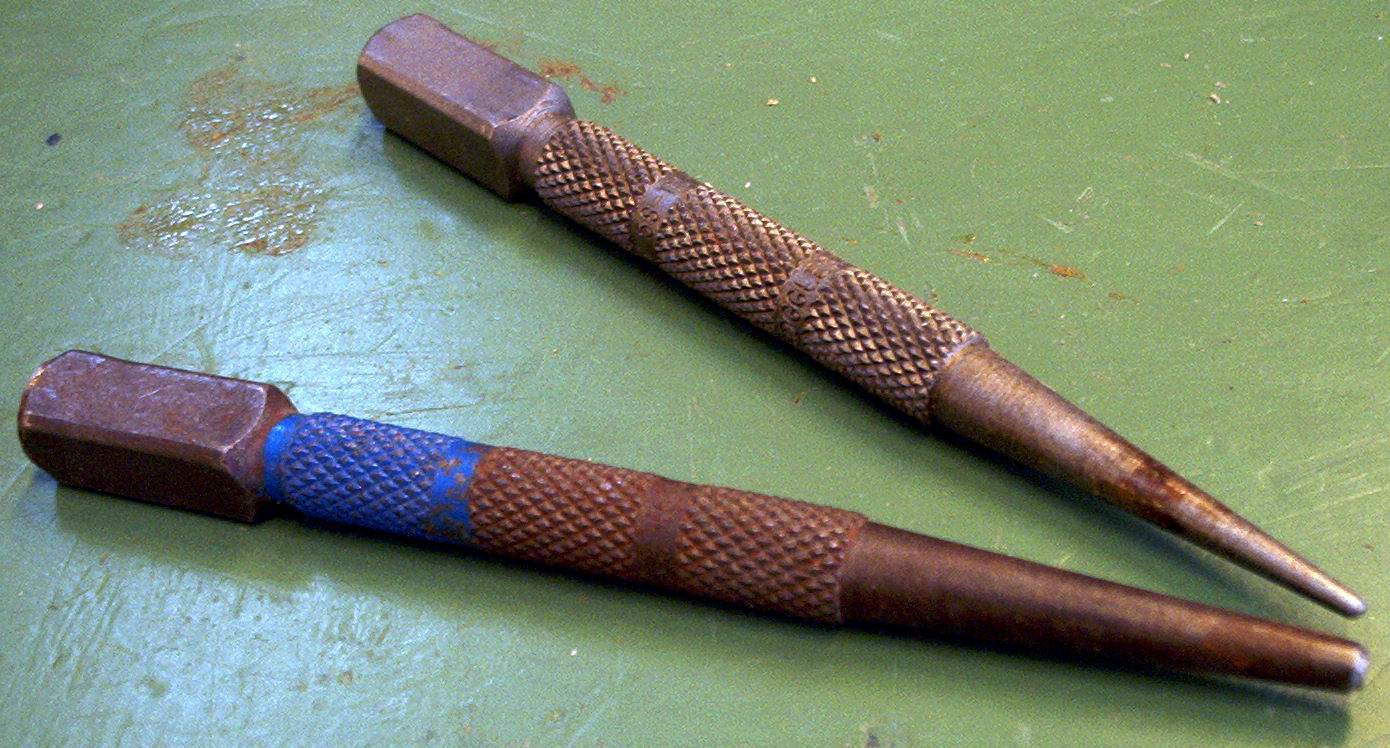
Drevel in twee maten

Een drevel is o.a. een stalen pen met een holle punt die gebruikt wordt om draadnagels (spijkers) iets in het hout te verzinken.
De drevel lijkt veel op een doorslag. Daar waar de punt van de doorslag vlak is, heeft een drevel een holle punt. Daardoor wordt voorkomen dat deze wegschiet op het moment dat men er met een hamer op slaat, iets waardoor het werkstuk beschadigd zou kunnen raken.
Drevels zijn er in vele maten, waarbij het belangrijk is dat de holle punt van de drevel net zo groot is als het oppervlak van de nagelkop.
Bij het opnieuw besnaren van een piano wordt een speciaal daarvoor gemaakte stempendrevel gebruikt.